# Rudolf Forster
Rudolf Heribert Anton Forster (* 30. Oktober 1884 in Gröbming, Steiermark, Österreich-Ungarn; † 25. Oktober 1968 in Bad Aussee/Steiermark) war ein österreichischer Schauspieler, der vor allem als Charakterdarsteller bekannt war.

## Leben
Der Sohn des Finanzbeamten Dr. Anton Forster und seiner Ehefrau Josefine, geborene Bartschta erhielt, nach dem Besuch einer Dorfschule und des Gymnasiums, seine Schauspielausbildung am Konservatorium Wien. Seit 1903 stand er auf der Theaterbühne. Er begann 1903 bis 1904 an der Wanderbühne Vereinigte Theater Graz und spielte dann an Theatern in Linz, Berlin und Ohligs. Von 1907 bis 1909 war er am Theater in der Josefstadt in Wien tätig, 1909/10 am Berliner Theater, dann wieder in Wien, unter anderem 1913 bis 1915 an der Volksbühne.
Von 1915 bis 1918 kämpfte er im Ersten Weltkrieg. Seit 1919 trat er im Stummfilm auf. Von 1920 bis 1932 war er Mitglied des Berliner Staatstheaters unter dem Intendanten Leopold Jessner. Nach 1933 arbeitete Forster wieder verstärkt in Österreich.
Im Stummfilm trat er hervor in der Rolle des ehrgeizigen Junkers Detlev in einem der größten Projekte der Ufa, der Theodor-Storm-Verfilmung Zur Chronik von Grieshuus (1923–25), als schrulliger Dichter Scarron in der Verfilmung des Theaterstücks Die Hose von Carl Sternheim (1927) sowie als Anführer eines rechtsradikalen Geheimbundes in Richard Oswalds Feme (1927). Forsters erster Tonfilm folgte 1931 mit der Dreigroschenoper unter der Regie von G. W. Pabst. Er spielte häufig Respektspersonen oder Charaktere des gehobenen Standes. In Hohe Schule (1934) gab er einen Grafen und Kunstreiter, in … nur ein Komödiant (1935) einen Schauspieler, der einen Herzog „doubelt“. Im Preußen-Film Yorck war er König Friedrich Wilhelm III., in Morgenrot ein U-Boot-Kommandant, in Spionage gab er einen Feldmarschall und Generalstabschef der k.u.k.-Armee neben Ewald Balser als Oberst Redl, in Er kanns nicht lassen den vorgesetzten Bischof von Heinz Rühmann alias Pater Brown.
1937 ging Forster in die USA. Nach einem kurzzeitigen Engagement am Broadway (1939/40) und einer Filmrolle kehrte er 1940 nach Deutschland zurück. Er spielte am Deutschen Theater Berlin und in Wien. In dem antisemitischen Film Wien 1910 von E. W. Emo spielte er den antisemitischen Wiener Bürgermeister Karl Lueger. Forster stand 1944 in der Gottbegnadeten-Liste des Reichsministeriums für Volksaufklärung und Propaganda.

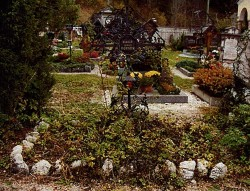
Grabstätte von Rudolf Forster

Nach dem Krieg widmete er sich zunächst dem Theater in Wien sowie in beiden deutschen Staaten. 1948/49 unternahm er eine Tournee durch die Schweiz, 1963 trat er bei den Salzburger Festspielen in Faust II auf.
In den 60er Jahren spielte er auch in deutschen Kriminalfilmen. So z. B. in dem Film Die Gruft mit dem Rätselschloß nach Edgar Wallace an der Seite von Ernst Fritz Fürbringer und Harald Leipnitz. Ebenso spielte er in dem Film Der Henker von London nach Bryan Edgar Wallace mit Hansjörg Felmy und Wolfgang Preiss und dem Harald Reinl Film Im Stahlnetz des Dr. Mabuse. Zudem spielte er u. a. auch mit Filmgrößen wie Oskar Werner und – wie erwähnt – Heinz Rühmann. Forster verkörperte in seinen späten Filmen meist den typischen Grandseigneur.
Im Jahr 1938 heiratete er in Kalifornien die Schauspielerin Eleonora von Mendelssohn. In zweiter Ehe war er seit 1944 mit Wilhelmine Karoline Klara Schachschneider verheiratet, die auch seinen Nachlass verwaltete. Seine Grabstelle befindet sich auf dem Friedhof Bad Aussee.

## Auszeichnungen
- 1952: Deutscher Kritikerpreis
- 1959: Ehrenmedaille der Bundeshauptstadt Wien
- 1962: Filmband in Gold für langjähriges und hervorragendes Wirken im deutschen Film

## Filmografie
- 1919: Goldminen der Großstadt
- 1920: Morel, der Meister des Verbrechens
- 1920: Die Fürstin Woronzoff
- 1920: Kurfürstendamm
- 1920: Anna Karenina
- 1920: Der Schieberkönig
- 1920: Manolescus Memoiren
- 1920: Moj
- 1920: Lepain
- 1920: Der Schädel der Pharaonentochter
- 1921: Die Amazone
- 1921: Amor am Steuer
- 1921: Die Jagd nach der Wahrheit
- 1921: Der ewige Fluch
- 1922: Frau Sünde
- 1922: Am Rande der Großstadt
- 1922: Die Schuhe einer schönen Frau
- 1922: Das Licht um Mitternacht
- 1922: Lyda Ssanin
- 1923: Erdgeist
- 1923: Tragödie der Liebe
- 1923: Adam und Eva
- 1923: Die Marionetten der Fürstin
- 1923: Katjuscha Maslowa
- 1923: Fräulein Fob (Fröken Fob)
- 1923: S.O.S. Die Insel der Tränen
- 1924: Horrido
- 1925: Zur Chronik von Grieshuus
- 1926: Sein großer Fall
- 1927: Pique Dame
- 1927: Die Hose
- 1927: Feme
- 1930: Die Dreigroschenoper
- 1930: Ariane
- 1931: Yorck
- 1932: Die Gräfin von Monte Christo
- 1932: Der träumende Mund
- 1932: Morgenrot
- 1934: Hohe Schule
- 1935: … nur ein Komödiant
- 1937: Die ganz großen Torheiten
- 1939: Die Insel der verlorenen Männer (Island of Lost Men)
- 1939: North of Singapore
- 1942: Wien 1910
- 1943: Der gebieterische Ruf
- 1944: Am Vorabend
- 1944/48: Fahrt ins Glück
- 1950: Der Mann, der zweimal leben wollte
- 1950: Unvergängliches Licht
- 1950: Die tödlichen Träume
- 1952: Im weißen Rößl
- 1954: Viktoria und ihr Husar
- 1954: Rittmeister Wronski
- 1955: Spionage
- 1955: Der letzte Mann
- 1955: Eine Frau genügt nicht?
- 1956: Regine
- 1956: Waldwinter
- 1956: Liane, das Mädchen aus dem Urwald
- 1956: Kaiserjäger
- 1957: Spielbank-Affäre
- 1957: … und führe uns nicht in Versuchung
- 1957: Die unentschuldigte Stunde
- 1957: Skandal in Ischl
- 1958: Man müßte nochmal zwanzig sein
- 1958: Die Halbzarte
- 1959: Der Rest ist Schweigen
- 1959: Morgen wirst du um mich weinen
- 1960: Der liebe Augustin
- 1960: Das Glas Wasser
- 1960: Schachnovelle
- 1960: Der Teufel spielte Balalaika
- 1961: Via Mala
- 1961: Das Riesenrad
- 1961: Im Stahlnetz des Dr. Mabuse
- 1962: Lulu
- 1962: Die glücklichen Jahre der Thorwalds
- 1962: Er kann’s nicht lassen
- 1963: Der Kardinal (The Cardinal)
- 1963: Moral 63
- 1963: Der Henker von London
- 1964: Die Gruft mit dem Rätselschloß
- 1964: Tonio Kröger
- 1964: Wälsungenblut
- 1965: Rendezvous der Killer (Pleins feux sur Stanislas)
- 1966: Grieche sucht Griechin
- 1967: Siedlung Arkadien
- 1968: Der Turm der verbotenen Liebe
- 1969: Von Haut zu Haut

## Theater
- 1921: Ernst Barlach: Die echten Sedemunds (Grude) – Regie: Leopold Jessner (Staatliches Schauspielhaus Berlin)
- 1922: Friedrich Schiller: Don Carlos – Regie: Leopold Jessner (Staatliches Schauspielhaus Berlin)
- 1923: Christian Dietrich Grabbe: Napoleon oder Die hundert Tage – Regie: ?  (Staatliches Schauspielhaus Berlin)
- 1924: Leonid Andrejew: Du sollst nicht töten – Regie: Fritz Wendhausen (Deutsches Theater Berlin)
- 1925: Carl Zuckmayer: Pankraz erwacht (Graf) – Regie: Heinz Hilpert (Deutsches Theater Berlin – Junge Bühne)
- 1925: Christian Dietrich Grabbe: Don Juan und Faust – Regie: Victor Barnowsky (Theater in der Königsgrätzer Straße Berlin)
- 1925: Johann Nestroy: Einen Jux will er sich machen – Regie: Leo Reuss (Theater in der Königsgrätzer Straße Berlin)
- 1926: Hans José Rehfisch: Nickel und die 36 Gerechten – Regie: Albert Florath (Schiller Theater Berlin)
- 1926: Fritz von Unruh: Bonaparte – Regie: Gustav Hartung (Deutsches Theater Berlin)
- 1926: Alexander Lernet-Holenia: Ollapotrida – Regie: Heinz Hilpert (Deutsches Theater Berlin – Kammerspiele)
- 1927: Noel Coward: Die Ehe von Welt – Regie: Robert Forster-Larrinaga (Komödie Berlin)
- 1927: Hans José Rehfisch: Skandal in Amerika (Hilfssteward) – Regie: Karlheinz Martin (Deutsches Künstlertheater Berlin)
- 1928: Lion Feuchtwanger: Kalkutta, 4. Mai (Hasting) – Regie: Erich Engel (Staatliches Schauspielhaus Berlin)
- 1928: Johann Wolfgang von Goethe: Egmont (Herzog von Alba) – Regie: Leopold Jessner (Staatliches Schauspielhaus Berlin)
- 1928: Fritz von Unruh: Prinz Louis Ferdinand (Ferdinand) – Regie: Leopold Jessner (Staatliches Schauspielhaus Berlin)
- 1929: William Shakespeare: König Johann (König) – Regie: Leopold Jessner (Staatliches Schauspielhaus Berlin)
- 1929: Eugene O’Neill: Seltsames Zwischenspiel – Regie: Heinz Hilpert (Deutsches Künstlertheater Berlin)
- 1930: Ferdinand Bruckner: Die Kreatur – Regie: Max Reinhardt (Komödie Berlin)
- 1931: Frank Wedekind: Der Kammersänger – Regie: Günther Stark (Volksbühne Theater am Bülowplatz Berlin)
- 1931: Friedrich Schiller: Kabale und Liebe – Regie: Max Reinhardt (Deutsches Theater Berlin)
- 1931: Ludwig Anzengruber: Das vierte Gebot (Schalanter) – Regie: Karlheinz Martin (Volksbühne Theater am Bülowplatz Berlin)
- 1934: Friedrich Schiller: Maria Stuart – Regie: Max Reinhardt (Theater in der Josefstadt Wien)
- 1940: William Shakespeare: Richard II. (Richard II.) – Regie: Heinz Hilpert (Deutsches Theater Berlin)
- 1949: August Strindberg: Totentanz (Edgar) – Regie: ? (Theater am Kurfürstendamm Berlin)
- 1952: Ulrich Becher: Samba (Offizier) – Regie: Ludwig Berger (Schlosspark Theater Berlin)
- 1952: Peter Ustinov: Ein Augenblick der Wahrheit (Marschall) – Regie: Willi Schmidt (Schiller Theater Berlin)
- 1953: George Bernard Shaw: Don Juan in der Hölle – Regie: Axel von Ambesser (Tourneetheater Collin Hamburg)
- 1954: Terence Rattigan: Tiefe blaue See – Regie: Leo Mittler (Tourneetheater Der Grüne Wagen)
- 1954: Ferdinand Bruckner: Elisabeth von England (König Philipp II.) – Regie: Karlheinz Stroux (Volkstheater Wien)
- 1958: William Shakespeare: Der Sturm (Prospero) – Regie: Leonard Steckel (Theater am Kurfürstendamm Berlin)
- 1963: Reinhard Raffalt: Der Nachfolger – Regie: August Everding (Münchner Kammerspiele)
- 1967: Rolf Hochhuth: Soldaten – Nekrolog auf Genf – Regie: Hans Schweikart (Freie Volksbühne Berlin)